# Futura Records
Futura Records is een Frans platenlabel voor jazz, opgericht in 1969. Het heeft verschillende sublabels: Marge, Blue Marge, Hôte Marge, Impro en Jazz Unite. De platenmaatschappij is gevestigd in Parijs.
Op Futura en de andere labels is werk uitgekomen van talrijke musici, waaronder Pepper Adams, Barry Altschul, Billy Bang, Anthony Braxton, Willem Breuker, Cameron Brown, Marion Brown, Jaki Byard, Pierre Courbois, Dexter Gordon, Billy Harper, John Hicks, Clifford Jarvis, Philly Joe Jones, Steve Lacy, Oliver Lake, Kirk Lightsey, Abbey Lincoln, Wilbur Little, David Murray, Evan Parker, Sam Rivers, Hilton Ruiz, Sonny Sharrock, Archie Shepp, Sahib Shihab, John Surman, Art Taylor, Jasper van 't Hof, Mal Waldron en Ben Webster.